# Les Cayes (stad)
Les Cayes (vroeger Aux Cayes genoemd, Haïtiaans-Creools: Okay) is een stad en gemeente met 152.000 inwoners. aan de zuidkust van Haïti. Het is de hoofdstad van het gelijknamige arrondissement en van het departement Sud.

## Naamgeving
De stad is genoemd naar het eilandje Grande Caye en het rif Petite Caye dat voor de kust liggen.

## Geschiedenis

### Stichting
Op de plaats van het huidige Les Cayes hadden de Spanjaarden in 1503 een fort gebouwd met de naam Salvatierra de la Zabana. Dit fort verlieten ze in 1540.
Een koninklijk besluit van Lodewijk XV gaf in 1720 toestemming voor het bouwen van een nieuw Frans fort op dezelfde plaats. De stad werd gesticht in 1726, volgens een stadsplan dat ontworpen was door Monsier de la Lance.

### Haïtiaanse Revolutie
In 1796, aan het begin van de Haïtiaanse Revolutie brak in Aux Cayes een opstand uit tegen de Franse overheersers, waarbij veel mensen omkwamen. In juli 1803 kwamen in Camp Gérard, op enkele kilometers van de stad, de generaals van Laurent Geffrard bijeen met Jean-Jacques Dessalines. Zij sloten een pact dat uiteindelijk zou leiden tot de nederlaag van Frankrijk.

### Simón Bolívar
Op 24 december 1814 kwam de onafhankelijkheidsstrijder Simón Bolívar vanuit Kingston aan in het toenmalige Aux Cayes. Hij vertrok op 10 april 1816 naar Venezuela. Nadat hij daar een aantal veldslagen verloren had, keerde hij in september terug naar Aux Cayes. Van Alexandre Pétion kreeg hij voorraden en wapens, waarna hij op 28 december verder trok naar Isla Margarita. In Aux Cayes kreeg hij ruzie met de Franse piraat Louis Michel Aury over de verdediging van de stad Cartagena.

### Rampen
Les Cayes is getroffen door de volgende rampen:
- 21 september 1751: orkaan
- 17 september 1754: orkaan
- 20 september 1756: orkaan
- 5 augustus 1772: orkaan
- 5 september 1781: orkaan
- 16 september 1788: orkaan
- 1911: een brand verwoest de stad bijna volledig
- 11 oktober 1954: orkaan Hazel
- 3 oktober 1963: orkaan Flora
- 24 augustus 1964: orkaan Cleo
- 5 augustus 1980: orkaan Allen
- Mei 2002: overstroming

## Indeling
De gemeente bestaat uit de volgende sections communales:
| Nr. | Naam     | Km²   | Inw.2015 |
| --- | -------- | ----- | -------- |
| 1   | Bourdet  | 31,93 | 71.622   |
| 2   | Fonfrède | 37,51 | 7.489    |
| 3   | Laborde  | 38,55 | 11.829   |
| 4   | Laurent  | 47,27 | 44.361   |
| 5   | Mercy    | 28,68 | 7.544    |
| 6   | Boulmier | 35,17 | 8.851    |

## Demografie
Onderstaande figuur toont het verloop van het inwonertal.

## Algemeen
Les Cayes is een vlakke stad, met een regelmatig stratenplan. Dichtbij stroomt het riviertje Ravine du Sud, dat bij hoogwater gevaarlijk kan zijn.

## Vervoer
Les Cayes is een belangrijke haven voor Haïti, met name voor de export van koffie en suiker en in mindere mate van bananen en hout. Vanuit de stad vertrekken boten naar het eiland Île à Vache. Bij de stad ligt de Luchthaven Antoine Simon, genoemd naar de president die in deze stad geboren is. Van hieruit vinnen binnenlandse vluchten plaats naar Port-au-Prince.

## Bezienswaardigheden
Rondom de stad staan enkele ruïnes van forten uit de 18e en 19e eeuw, o.a. het Fort Platon. In de stad bevinden zich verder de kathedraal en enkele Frans-koloniale huizen. In de buurt van Les Cayes zijn drie stranden, waaronder Plage Gelée.

## Patroonheilige
De patroonheilige van Les Cayes is Maria-Tenhemelopneming. Haar feestdag wordt gevierd op 15 augustus.

## Bekende inwoners van Les Cayes

### Geboren
- André Rigaud (1761-1811), leider van de mulatten tijdens de Haïtiaanse Revolutie
- Auguste Davezac (1780-1851), Amerikaans ambassadeur
- John James Audubon (1785-1851), schrijver en natuurkenner
- Michel Domingue (1813-1877), president van Haïti van 1874 tot 1876
- Lysius Salomon (1815-1888), president van Haïti van 1879 tot 1888
- Pierre Théoma Boisrond-Canal (1832-1905), president van Haïti van 1876 tot 1879
- François C. Antoine Simon (1843-1923), president van Haïti van 1908 tot 1911

### Overleden
- Nicolas Geffrard (1761-1806), generaal tijdens de Haïtiaanse Revolutie

## Galerij

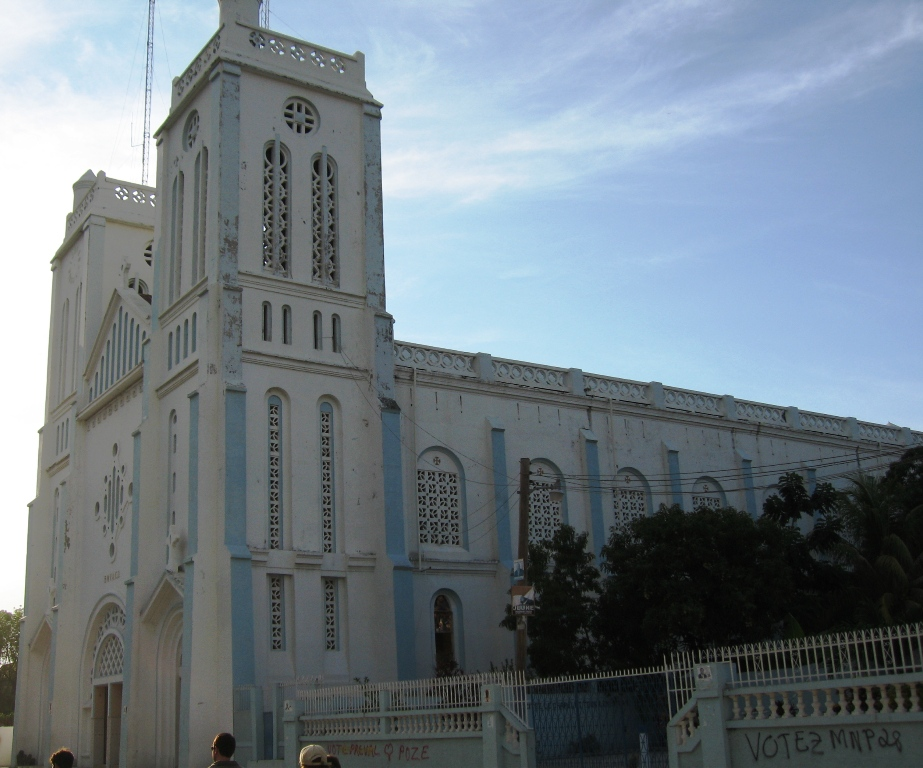
Kathedraal Notre-Dame-de-l’Assomption van Les Cayes
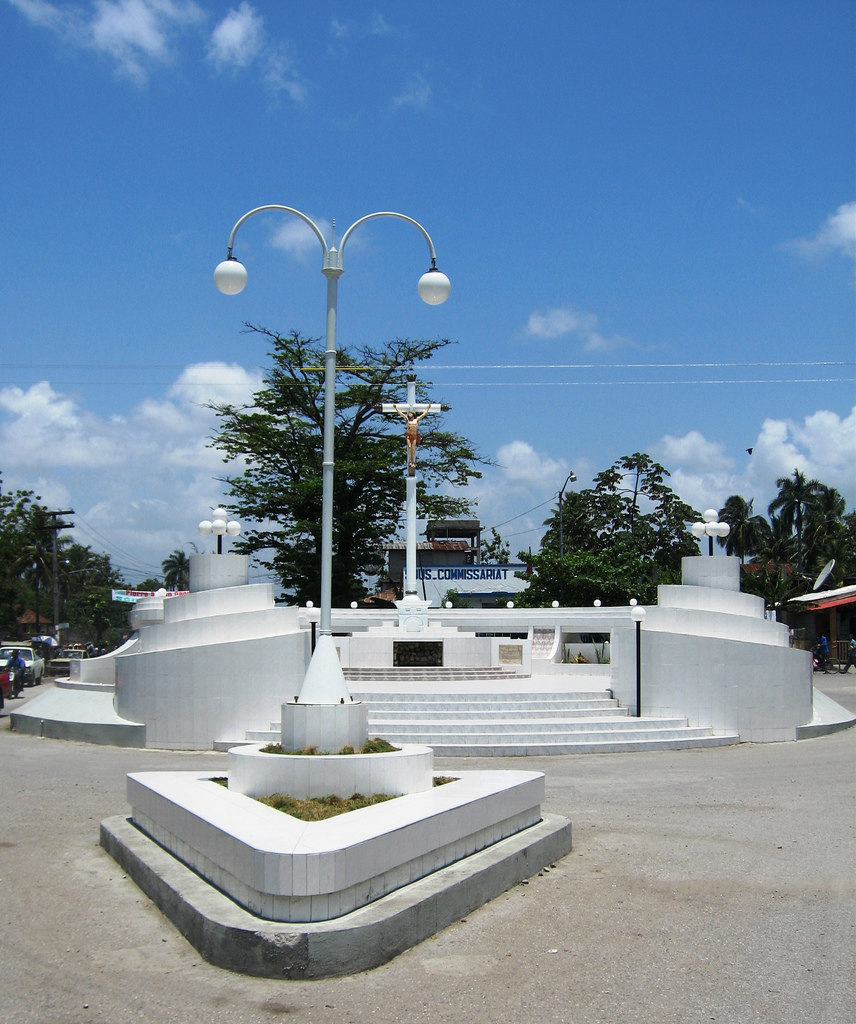
Monument
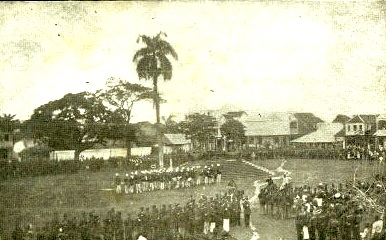
Militaire inspectie op het Place d'Armes rond 1910